# Инума Садакичи
Инума Садакичи (транслит. ; Аизу, 22. април 1854 — Сендаи, 12. фебруар 1931) био је јапански самурај округа Аизу.
Познат је као једини презивели члан младе групе самураја Бјакотаи који су извршили самоуство (сепуку) на планини Имори током битке за Аизу. После рата сели се за град Сендаи где служи у влади и у јапанској царској војсци. Захваљујући њему данас је позната судбина младих тинејџерских ратника који су се жртвовали због погрешног веровања да је њихова војска пала палећи замак „Аизу-Вакамцу“.
Након његове смрти (у 76 години живота), Инума је кремиран а његов пепео посут по планини Имори у близини гробова својих пријатеља из Бјакотаи јединице.